# Кафемелачка
Кафемелачката е домакински електроуред, спадащ към дребната бяла техника. Съществуват и ръчни кафемелачки. Тя се използва за смилане на кафе, ядки, захар и други. Кафемелачката има електромотор, който завърта ножче разположено вътре в съда в който се поставя кафето.